# Ponta de Pedras
Ponta de Pedras é um município brasileiro do estado do Pará. Localiza-se a uma latitude 01º23'25" sul e a uma longitude 48º52'16" oeste, estando a uma altitude de 10 metros. Sua população estimada pelo Censo de 2022 era de 24.984 habitantes.
Possui uma área de 3380,369 km² e localiza-se na Ilha de Marajó.

## História
As origens do Município remontam o século XVIII, com a instalação dos padres mercedários na aldeia dos Muanás. Eles achavam à época que, na então Freguesia de Nossa Senhora da Conceição da Cachoeira (atual cidade de Cachoeira do Arari), onde se encontravam, não podiam desenvolver seus trabalhos, devido à existência de propriedades particulares, então seguiram para a localidade que os padres chamaram inicialmente de Mangabeiras, pela proximidade de uma praia com o mesmo nome, até ser alterada para Ponta de Pedras, devido as pedras existentes no local, elevando à condição de Freguesia em 1737. Permaneceria Freguesia ligada em 1833 ao agora Município de Cachoeira, e só em 18 de abril de 1877, se tornaria Município de Ponta de Pedras.
Após a Revolução de 1930, a 27 de dezembro daquele ano, Magalhães Barata extinguiu os municípios de Ponta de Pedras e Cachoeira, criando um novo, denominado Itaguari, mas 8 anos depois voltaria a Município novamente como Ponta de Pedras. Na década de 50 o Município compunha-se de dois distritos: Ponta de Pedras e Santa Cruz e, atualmente, é formado apenas pelo distrito-sede.

## Cultura
Na cidade nasceu em 10 de janeiro de 1909 o grande escritor paraense Dalcídio Jurandir, que teria o Marajó como cenário principal em três de seus romances: "Chove nos Campos de Cachoeira" de 1941, "Marajó" de 1947 e "Três Casos e um Rio" de 1958, publicações que mostraram não só as paisagens, mas o modo de vida da Ilha.
A principal festividade religiosa do município é o Círio de Nossa Senhora da Conceição, promovido todos os anos pela Diocese de Ponta de Pedras. O evento é celebrado com missas, shows de música religiosa, procissões, terço da alvorada e outras quermesses.

## Ensino e educação
Quando o tema é Educação Básica, dentre os projetos do Plano de Desenvolvimento da Educação, vinculado ao Ministério da Educação, executado pelo INEP, Instituto Nacional de Estudos e Pesquisas Educacionais Anísio Teixeira, na Região Norte, Estado do Pará, as Escolas Públicas Urbanas estabelecidas no município de Ponta de Pedras obtiveram os seguintes IDEB (Índice de Desenvolvimento da Educação Básica), em 2005, de um total de 1.177 avaliações, tendo sido vitoriosa a escola federal, em Belém, PA, Tenente Rego Barros (com 6,1), e ficado sem pontuação a escola estadual Dra. Ester Moura, escola municipal Dr. Romeu F. dos Santos, escola municipal Professor Abel Figueiredo, escola municipal Coração de Jesus, escola municipal Casinha Feliz, escola municipal João Cabral Noronha, escola municipal Messiana Monteiro Malato, escola municipal Semente do Saber, escola municipal Santa Ana Avó de Jesus, e escola municipal São Paulo:
| IDEB, município, escola e ranking estadual | IDEB, município, escola e ranking estadual             | IDEB, município, escola e ranking estadual |
| ------------------------------------------ | ------------------------------------------------------ | ------------------------------------------ |
| Nota                                       | Escola                                                 | Ranking                                    |
| 3,1                                        | Escola estadual Aureliana Monteiro                     | 443º                                       |
| 2,8                                        | Escola municipal Professora Ana Rosa Bitencourt        | 677º                                       |
| 2,7                                        | Escola municipal Desembargador Oswaldo Pojucan Tavares | 774º                                       |
| 2,6                                        | Escola municipal Ministro Jarbas Passarinho            | 867º                                       |